# مرضیه امیری
مرضیه امیری قهفرخی خبرنگار، فعال دانشجویی، زندانی سیاسی، فعال حقوق زنان و روزنامه‌نگار حوزهٔ اقتصاد روزنامهٔ شرق اهل ایران است. گزارش او از «ردپای برخی سلبریتی‌ها در پروندهٔ تخلف مالی تعاونی ثامن‌الحجج» واکنش‌های زیادی برانگیخت. بعضی از اهالی رسانه آن را مهم‌ترین گزارش رسانه‌ای ایران در سال ۱۳۹۷ می‌دانند. امیری در جریان پیگیری وضعیت بازداشت‌شدگان تجمع روز کارگر سال ۱۳۹۸ در منطقهٔ ارگ تهران بازداشت شد. او پیش‌تر در ۱۷ اسفند ۱۳۹۶ هم به‌دنبال شرکت در مراسمی به‌مناسبت روز جهانی زن به‌همراه ده‌ها نفر دیگر بازداشت شده بود.
وی در نهایت توسط دادگاه انقلاب جمهوری اسلامی به ۱۰ سال و شش ماه حبس تعزیری و ۱۴۸ ضربه شلاق محکوم شد که بر اساس ماده ۱۳۴ قانون مجازات اسلامی اشد مجازات یعنی ۶ سال از حبس وی قابلیت اجرا پیدا می‌کرد.

## زندگی‌نامه
عمدهٔ فعالیت‌های مطبوعاتی امیری در حوزه‌های اقتصادی و اجتماعی است. او پیش از شروع به کار در روزنامهٔ شرق، دبیر روزنامه تعادل بود.

### بازداشت در سال ۱۳۹۶
۱۷ اسفند ۱۳۹۶ برابر با هشتم مارس گروهی از زنان و مردان به‌مناسبت روز جهانی زن و در اعتراض به نابرابری، بی‌عدالتی و شرایط نامساعد زنان در بازار کار مقابل ساختمان وزارت کار جمع شدند. مأموران امنیتی پس از زمان کوتاهی از شکل‌گیری تجمع ده‌ها نفر از حاضران را بازداشت کردند و آن‌ها را به کلانتری‌های گیشا و وزرا منتقل کردند. چند نفر از فعالان با سابقه جنبش زنان و چند روزنامه‌نگار از جمله مرضیه امیری، علی سالم و سودابه رخش نیز در میان بازداشت شدگان بودند.
امیری و ۱۳ نفر دیگر از بازداشت‌شدگان زن و تعدادی از مردان دستگیرشده به اقدام علیه امنیت ملی متهم شدند و از کلانتری به زندان قرچک و فشافویه منتقل شدند. غلامحسین اسماعیلی رئیس کل دادگستری استان تهران در خصوص این بازداشت‌ها مدعی شد: «در تجمعات روز پنجشنبه هم به لحاظ انجام برخی اقدامات هنجارشکنانه و مغایر قوانین به‌طور طبیعی تعدادی از افراد تحت تعقیب قرار گرفته و بازداشت شدند.» نسبت به بازداشت این چهارده زن، واکنش‌هایی رخ داد. مجید سرسنگی معاون فرهنگی دانشگاه تهران اعلام کرد که وضعیت امیری را پیگیری می‌کنند و با خانواده‌ش در تماس هستند. علی مطهری نایب رئیس مجلس شورای اسلامی هم مدعی شد که نیازی به بازداشت تجمع‌کنندگان نبوده و تجمع،‌ آرام و مسالمت آمیز بود.
در نهایت چهار روز بعد در ۲۱ اسفند، چهارده زن بازداشت‌شده، از زندان قرچک آزاد شدند.

### پیگیری پروندهٔ تخلف مالی تعاونی ثامن‌الحجج
نه جلسه از بررسی قضائی پروندهٔ تخلف مالی تعاونی ثامن‌الحجج می‌گذشت. مرضیه امیری پروندهٔ تخلف مالی تعاونی ثامن‌الحجج را بررسی کرد و با ارائه تاریخچه‌ای از چگونگی شکل‌گیری و فعالیت این مؤسسه، جزئیاتی از تخلفاتی که صورت گرفته‌بود را طی گزارشی نوشت. روزنامهٔ شرق، چهارشنبه ۲۷ تیرماه ۱۳۹۷ گزارش را منتشر کرد و تیتر اولش را به آن اختصاص داد. در این گزارش به ردپای برخی سلبریتی‌ها در این پرونده اشاره شده و گفته‌شده بود که میلیاردها تومان به‌عنوان تبلیغات برای دو مجری تلویزیون هزینه شده‌است. امیری در توییتی اعلام کرد که آن دو مجری مهران مدیری و احسان علیخانی هستند. انتشار این گزارش واکنش‌های بسیاری را در رسانه‌ها و شبکه‌های اجتماعی به‌دنبال داشت.

### بازداشت در سال ۱۳۹۸
نیروهای امنیتی با حمله به گروهی از کارگران، دانشجویان، معلمان و فعالان کارگری که به‌مناسبت روز جهانی کارگر مقابل مجلس تجمع کرده‌بودند بیش از ۳۰ نفر را بازداشت کردند و آن‌ها را به مقر دادستانی در میدان ارگ منتقل کردند. مرضیه امیری و خواهرش سمیرا که برای پیگیری وضعیت دستگیرشدگان به بازداشتگاه ارگ مراجعه کرده‌بوند نیز همان‌جا بازداشت شدند. مرضیه امیری به همراه ناهید خداجو و اعظم خضری از بقیهٔ بازداشت‌شدگان جدا شده و به مکان نامعلومی منتقل شدند. در برخی از خبرها آمده بود که امیری را به بند ۲۰۹ اوین که متعلق به وزارت اطلاعات است، منتقل کرده‌اند. اما خانواده‌اش پس از پی‌گیری متوجه شده‌اند که او در این بند نیست.
به گزارش خبرگزاری هرانا، وی که بابت فشارهای وارده در دوره بازجویی دچار حمله صرع شده بود در وضعیت نگهداری مناسبی به سر نمی‌برد و با درخواستهای خانواده اش برای انتقالش به مرکز درمانی هم موافقت نمی‌شد. خواهرش دربارهٔ وضعیت سلامتی مرضیه در دوران بازداشت اظهار داشت که وی دچار افت فشار خون دائمی، سرگیجه مداوم، خونریزی گوارشی و بیماری‌های پوستی شده بود. به بیان خواهر او پس از دوماه دوندگی توانستند امکان انتقال مرضیه به بیمارستان جهت انجام آزمایش‌های ام.آر. آی و گرفتن نوار مغز به بیمارستان منتقل کنند. به گفته خواهرش به آنها حتی اجازه یک ملاقات کوتاه با مرضیه داده نشد اما از آنها خواستند تا هزینه بیمارستان را پرداخت کنند.
مرضیه امیری در نهایت توسط دادگاه انقلاب به ۱۰ سال و شش ماه حبس تعزیری و ۱۴۸ ضربه شلاق محکوم شد. مرضیه امیری با تودیع قرار وثیقه ۱ میلیارد تومانی، به‌طور موقت در تاریخ ۴ آبان ۱۳۹۸ از زندان اوین آزاد شد.

### بازداشت در سال ۱۴۰۱
مرضیه امیری در موج بازداشت‌های مرتبط با خیزش ۱۴۰۱ ایران در ۹ آبان ۱۴۰۱ بازداشت شد. او در ۲۶ آذر همان سال با قرار وثیقه آزاد شد.

## واکنش‌ها به بازداشت او
در پی این بازداشت‌ها، اتحادیه آزاد کارگران ایران، شورای هماهنگی معلمان و سندیکای کارگران شرکت واحد اتوبوسرانی تهران در پیام‌های جداگانه‌ای خواستار آزادی بازداشت شدگان روز کارگر شدند. حشمت‌الله فلاحت‌پیشه، رئیس کمیسیون امنیت ملی و سیاست خارجی مجلس گفته‌است که بازداشت‌شدگان تجمع روز کارگر مقابل مجلس باید سریعاً آزاد شوند. غلامحسین اسماعیلی سخنگوی قوه قضائیه در یک کنفرانس مطبوعاتی با اشاره به «غیرقانونی بودن تجمع» گفته «نیروی انتظامی جمعی را به جرم مشهود بازداشت کرده‌است.» محمدعلی پورمختار نماینده و عضو کمیسیون قضایی مجلس شورای اسلامی در پاسخ به ایرنا دربارهٔ پیگیری وضعیت خبرنگاران بازداشتی، گفته مرضیه امیری را نمی‌شناسد، اما اضافه کرده: «برخی در تجمعات نیستند، اما محرکند، مسائل را رسانه‌ای می‌کنند و در اختیار ضدانقلاب و دشمن قرار می‌دهند. این‌ها ایجاد تشویش می‌کند.» و «خبرنگار حق ندارد هر چیزی را منتقل کند.» پس از چند روز بی‌خبری از وضعیت و محل نگه‌داری مرضیه امیری، گروهی از کاربران توییتر یک طوفان توییتری را با هشتگ «#مرضیه_امیری_کجاست» شروع کردند. بسیاری از همکاران مطبوعاتی امیری نیز از طریق توییت به این بی‌خبری‌ها اعتراض کردند. فاطمه جمال‌پور، صبا آذرپیک و امیرحسین خورشیدفر از جمله همکاران پیگیر احوال او بودند. پروانه سلحشوری نمایندهٔ مردم تهران در مجلس شورای اسلامی پس از تذکر به وزیر اطلاعات و دادگستری از رئیس قوه قضاییه خواست تا به وضعیت روزنامه‌نگاران بازداشت‌شده چون مسعود کاظمی، مرضیه امیری و کیوان صمیمی رسیدگی کند. جمعی از نمایندگان مجلس در نامه‌ای به سید ابراهیم رئیسی رئیس قوه قضاییه، خواستار اصلاح احکام صادره برای مرضیه امیری و چند روزنامه‌نگار و فعال مدنی دیگر شدند. محمود صادقی، پروانه سلحشوری، طیبه سیاوشی، علی مطهری و الیاس حضرتی از جمله امضاکنندگان این نامه هستند.

### واکنش دانشگاهیان
واکنش به بازداشت او، در میان دانشجویان هم بود. جمعی از دانشجویان در تجمع دانشجویان دانشگاه تهران در اعتراض به حجاب اجباری پلاکاردهایی در اعتراض به بازداشت مرضیه امیری و دو تن دیگر از فعالان مدنی بازداشت‌شدهٔ روز جهانی کارگر در دست داشتند. دانشجویان دانشکده علوم اجتماعی دانشگاه تهران یک‌شنبه ۲۹ اردیبهشت ۱۳۹۸ در اعتراض به ادامهٔ بازداشت مرضیه امیری، دانشجوی این دانشکده تجمع کردند. در پی این اعتراضات، محمدرضا علم، معاون سازمان امور دانشجویان وعدهٔ پیگیری وضعیت امیری از طریق غلام‌رضا غفاری، معاون فرهنگی وزارت علوم را به تجمع‌کنندگان داد. غلام‌رضا غفاری، معاون فرهنگی وزارت علوم در گفتگو با ایرنا گفت «ما از طریق حراست وضعیت ایشان را پی‌گیری می‌کنیم. البته مسئولان مرتبط گفته‌اند که بازداشت او مربوط به مسائل و حضور در تجمعات خارج از دانشگاه است». ۳۰ استاد دانشگاه تهران هم در نامه‌ای به وزیر علوم خواستار آزادی مرضیه امیری دانشجوی کارشناسی ارشد رشتهٔ برنامه‌ریزی این دانشگاه شدند. یوسف اباذری، سارا شریعتی و تقی آزاد ارمکی از جمله امضاکنندگان این نامه هستند. جمعی از دانشجویان دانشکده علوم اجتماعی دانشگاه تهران روز سه‌شنبه ۴ تیرماه ۱۳۹۸ در اعتراض به ادامهٔ بازداشت مرضیه امیری و صدور حکم قضایی برای لیلا حسین‌زاده تجمع کردند. این دانشجویان که قبلاً هم در اعتراض به بازداشت امیری تجمع کرده بودند، اعلام کرده‌اند در صورت بی‌نتیجه ماندن تجمع، به اعتراضات‌شان ادامه می‌دهند. شورای صنفی دانشجویان دانشکدهٔ علوم اجتماعی دانشگاه تهران نیز طی بیانیه‌ای از بازداشت‌شدگان روز کارگر حمایت کرد و خواستار رسیدگی هرچه سریع‌تر به پروندهٔ مرضیه امیری و دیگر بازداشتیان تجمع روز کارگر شد.

### واکنش روزنامه‌نگاران
بازداشت او، موجی از اعتراضات در میان روزنامه‌نگاران در پی داشت. انجمن صنفی روزنامه‌نگاران آزاد تهران با انتشار بیانیه‌ای خواهان آزادی کیوان صمیمی و مرضیه امیری شد. انجمن دفاع از آزادی مطبوعات با انتشار بیانیه‌ای ضمن ابراز نگرانی، به تداوم بازداشت مرضیه امیری و کیوان صمیمی اعتراض کرد. کامبیز نوروزی، نایب‌رئیس هیئت‌مدیره انجمن روزنامه‌نگاران تهران در گفتگو با روزنامهٔ شرق گفت: «انجمن صنفی روزنامه‌نگاران استان تهران ضمن ابراز تأسف از بازداشت یکی از همکاران روزنامه‌نگار، معتقد است رعایت امنیت خبرنگاران در زمان انجام وظیفه یکی از حقوق اساسی روزنامه‌نگاران است که باید محترم داشته شود و این مسئله ربطی به قانونی‌بودن یا قانونی‌نبودن تجمع ندارد زیرا آنان موظف‌اند از هر اتفاقی خبر و گزارش تهیه کنند». روزنامهٔ شرق هم در اکانت توییترش اعلام کرده‌است که پی‌گیر وضعیت روزنامه‌نگار بازداشتی خود است. ۵۶۴ نفر از روزنامه‌نگاران و فعالان رسانه‌ای طی نامه‌ای به سران سه قوه و نمایندگان مجلس خواستار آزادی مرضیه امیری و مسعود کاظمی، دو روزنامه‌نگار زندانی شدند. آن‌ها در این نامه با اشاره به «فشار برخی نهادهای امنیتی» که موجب بی‌کاری برخی از خبرنگاران شده‌است به «احضار و بازداشت‌ها» نیز اعتراض کرده‌اند. نویسندگان نامه تأکید کرده‌اند که این بازداشت‌ها بر خلاف اصول قانون اساسی و قانون مطبوعات است. سعید رضوی فقیه روزنامه‌نگار و فعال سابق دانشجویی با انتشار ویدئویی از بازداشتیان روز کارگر حمایت کرد. او می‌گوید «تداوم زندانی بودن آن‌ها نه‌تنها برای حکومت که برای همهٔ ما مایه شرمساری است».

### واکنش بین‌المللی
فدراسیون بین‌المللی روزنامه‌نگاران با انتشار بیانیه‌ای خواستار آزادی فوری مرضیه امیری، خبرنگار روزنامه شرق، و کیوان صمیمی، سردبیر مجله ایران فردا، شد. عفو بین‌الملل با انتشار یک بیانیه به ادامهٔ بازداشت مرضیه امیری، عاطفه رنگریز، ندا ناجی و آنیشا اسداللهی اعتراض کرد. عفو بین‌الملل در بیانیه‌اش نوشته‌است: «سه فعال حقوق کارگران و یک روزنامه‌نگار هفته‌هاست که به دلیل حضور در تجمع صلح‌آمیز روز جهانی کارگر در ۱۱ اردیبهشت ۱۳۹۸ در بازداشت به سر می‌برند و به اتهامات ساختگی مبنی بر اقدام علیه امنیت ملی متهم شده‌اند». در این بیانیه از مقامات ایرانی خواسته شده‌است تا این چهار زندانی را «بی‌درنگ و بدون قید و شرط» آزاد کنند و تمام اتهامات وارد شده به آن‌ها را لغو کنند. اتحادیه کارگران خدمات عمومی کانادا در نامه‌ای به آیت‌الله خامنه‌ای رهبر جمهوری اسلامی ایران، حسن روحانی رئیس‌جمهوری ایران و ستاد حقوق بشر قوه قضاییه ضمن اعتراض به محاکمه و حبسِ بازداشتیان اول ماه مه، خواستار «آزادی فوری و بدون قید و شرط» آن‌ها شد.

### واکنش نویسندگان
ناصر زرافشان، حقوق‌دان و عضو کانون نویسندگان ایران با انتشار ویدیویی به بازداشت و برخورد با دانشجویان و کارگران اعتراض کرد. او در این ویدیو می‌گوید رفتاری که با بازداشت‌شدگان اول ماه مه شده‌است، غیرقانونی است. فریبرز رئیس‌دانا، اقتصاددان و دیگر عضو کانون نویسندگان ایران نیز با انتشار ویدیویی بر غیرقانونی و ناعادلانه بودن بازداشت مرضیه امیری، عاطفه رنگریز و ندا ناجی تأکید کرد. رئیس‌دانا معتقد است آزادی این سه‌نفر راهی است که آینده‌ای تابناک برای جامعه را نشان می‌دهد. اکبر معصوم بیگی، مترجم و از اعضای کانون نویسندگان ایران هم، ویدیویی را در اعتراض به دستگیری فعالان کارگری منتشر کرد. او در این ویدیو می‌گوید: «سرکوب آن‌ها هدفی جز منفعل کردن شریف‌ترین فرزندان این مملکت که از هستی و آسایش خود می‌گذرند تا از حقوق رنج‌دیده‌ترین لایه‌های اجتماعی این کشور دفاع کنند، ندارد».